# Eublemma ochrobasis
Eublemma ochrobasis là một loài bướm đêm trong họ Erebidae.